# منتخب فرنسا لكرة اليد للشابات
منتخب فرنسا لكرة اليد للشابات هو ممثل فرنسا الرسمي في المنافسات الدولية في كرة اليد للشابات
.